# السلطة القضائية الفيدرالية في الولايات المتحدة
السلطة القضائية الفيدرالية في الولايات المتحدة أو النظام القضائي الفيدرالي في الولايات المتحدة أحد الفروع الثلاثة للحكومة الفيدرالية في الولايات المتحدة، المنظمة بموجب دستور الولايات المتحدة وقوانين الحكومة الفيدرالية. تتكون السلطة القضائية الفيدرالية الأمريكية بشكل أساسي من المحكمة العليا الأمريكية، ومحاكم الاستئناف الأمريكية، ومحاكم المقاطعات الأمريكية. كما تشمل مجموعة متنوعة من المحاكم الفيدرالية الأخرى الأقل شهرة.
تنص المادة الثالثة من الدستور على ضرورة إنشاء محكمة عليا وتسمح للكونغرس بإنشاء محاكم فيدرالية أخرى ووضع قيود على اختصاصاتها. تنص المادة الثالثة على أن الرئيس يتولى تعيين القضاة الفيدراليين بموافقة مجلس الشيوخ لأداء مهامهم حتى يقدموا استقالتهم أو يمكن عزلهم أو وفاتهم.

## المحاكم
يمكن التعرف بسهولة على جميع المحاكم الفيدرالية من خلال عبارة "الولايات المتحدة" (المختصرة إلى "U.S.") في أسمائها الرسمية؛ حيث لا يمكن أن تتضمن أي محكمة ولاية هذا التعيين كجزء من اسمها. تُقسم المحاكم الفيدرالية عمومًا بين محاكم الدرجة الأولى، التي تنظر في القضايا في المرة الأولى، والمحاكم الاستئنافية، التي تراجع القرارات المتنازع عليها التي اتخذتها المحاكم الأدنى.

### المحكمة العليا الأمريكية
المحكمة العليا للولايات المتحدة هي محكمة الاستئناف الأخيرة. عمومًا، تنظر في الاستئنافات من محاكم الاستئناف (وأحيانًا من المحاكم العليا للولايات)، وتعمل بموجب مراجعة اختيارية، مما يعني أن المحكمة العليا يمكنها اختيار القضايا التي تنظر فيها، من خلال منح التماسات لإصدار أوامر قضائية. لذلك، لا يوجد عادةً حق أساسي في الاستئناف يمتد تلقائيًا حتى المحكمة العليا. في بعض الحالات (مثل الدعاوى القضائية بين حكومات الولايات أو بعض القضايا بين الحكومة الفيدرالية وولاية)، تعمل كمحكمة اختصاص أصلي.[بحاجة لمصدر]

### محاكم الاستئناف الأمريكية
محاكم الاستئناف الأمريكية هي المحاكم الفيدرالية الاستئنافية المتوسطة. تعمل بموجب نظام مراجعة إلزامية مما يعني أنها يجب أن تنظر في جميع الاستئنافات من المحاكم الأدنى. في بعض الحالات، يقوم الكونغرس بتحويل الاختصاص الاستئنافي إلى محاكم متخصصة، مثل محكمة مراجعة مراقبة الاستخبارات الأجنبية.[بحاجة لمصدر]
تُقسم محاكم الاستئناف الأمريكية إلى 13 دائرة: 12 دائرة إقليمية، مرقمة من الأولى إلى الحادية عشرة؛ ودائرة كولومبيا؛ ودائرة 13، وهي الدائرة الفيدرالية، التي لديها اختصاص خاص على الاستئنافات المتعلقة بمواضيع متخصصة مثل براءات الاختراع والعلامات التجارية. تُنظر معظم الاستئنافات من قبل لجان مكونة من ثلاثة قضاة، ولكن في حالات نادرة، بعد أن تقرر لجنة مكونة من ثلاثة قضاة قضية ما، قد يعيد جميع القضاة في الدائرة النظر في القضية بواسطة جلسة الهيئة الكاملة. يمكن استئناف قرارات محاكم الاستئناف الأمريكية إلى المحكمة العليا، لكن محكمة الاستئناف هي "نهاية الخط" لمعظم القضايا الفيدرالية.
رغم أن العديد من المحاكم الفيدرالية الأخرى تحمل عبارة "محكمة استئناف" في أسمائها—مثل محكمة استئناف الولايات المتحدة لقضايا المحاربين القدامى—إلا أنها ليست محاكم المادة الثالثة ولا تعتبر ضمن الدوائر الاستئنافية.[بحاجة لمصدر]

### محاكم المقاطعات الأمريكية
محاكم المقاطعات الأمريكية هي المحاكم الفيدرالية العامة. هناك 94 محكمة مقاطعة أمريكية، واحدة لكل من الـ94 مقاطعة قضائية فدرالية. تُنظم محاكم المقاطعات الأمريكية والمقاطعات القضائية الفدرالية وفقًا لحدود الولايات الأمريكية. اعتمادًا على عدد سكان الولاية، قد تغطي ولاية واحدة محكمة مقاطعة واحدة فقط، مثل محكمة المقاطعة الأمريكية لمقاطعة ألاسكا، أو حتى أربع محاكم مقاطعة، مثل محاكم المقاطعة الأمريكية لـ المنطقة الشمالية والمنطقة الشرقية والمنطقة الغربية والمنطقة الجنوبية لمقاطعة نيويورك. ينظر في معظم القضايا "بواسطة قاضٍ واحد فقط يجلس بمفرده".
في بعض الحالات، يقوم الكونغرس بتحويل الاختصاص الأصلي إلى محاكم متخصصة، مثل محكمة التجارة الدولية، ومحكمة مراقبة الاستخبارات الأجنبية، ومحكمة إزالة الإرهابيين الأجانب، أو إلى المادة الأولى أو المادة الرابعة. عادةً ما يكون لدى محاكم المقاطعات الاختصاص لسماع الاستئنافات من هذه المحاكم (ما لم تكن، على سبيل المثال، الاستئنافات إلى محكمة استئناف الولايات المتحدة للدائرة الفيدرالية).[بحاجة لمصدر]